# Alstom Coradia Juniper
 (février 2018).
Si vous disposez d'ouvrages ou d'articles de référence ou si vous connaissez des sites web de qualité traitant du thème abordé ici, merci de compléter l'article en donnant les références utiles à sa vérifiabilité et en les liant à la section « Notes et références ».
Juniper est une famille de trains électriques construits par Alstom utilisés sur le réseau ferroviaire en Grande-Bretagne.
En 2018 il y a actuellement deux séries en service avec un total de 70 unités en service (30 Class 458 et 40 Class 334). Toutes les Class 460 sont maintenant converties en Class 458/5 pour South Western Railway.

## Description de la flotte

### Class 334
La Class 334 est une unité électrique composée de trois voitures utilisée en Écosse par Abellio Scotrail sur le réseau de banlieue autour de Glasgow, y compris les services à Édimbourg Waverley via Airdrie et Bathgate sur la ligne North Clyde. Leur système d'alimentation est le câble aérien à 25 kV AC via le pantographe. Son introduction a permis le retrait des Class 303 avec un total de 40 unités de trois voitures (numérotées 001-040), dont 38 ont été livrées par les trains Alstom en 1999, mais en raison de problèmes de démarrage, deux autres ont été commandés et ne sont entrés en service qu'en 2001.

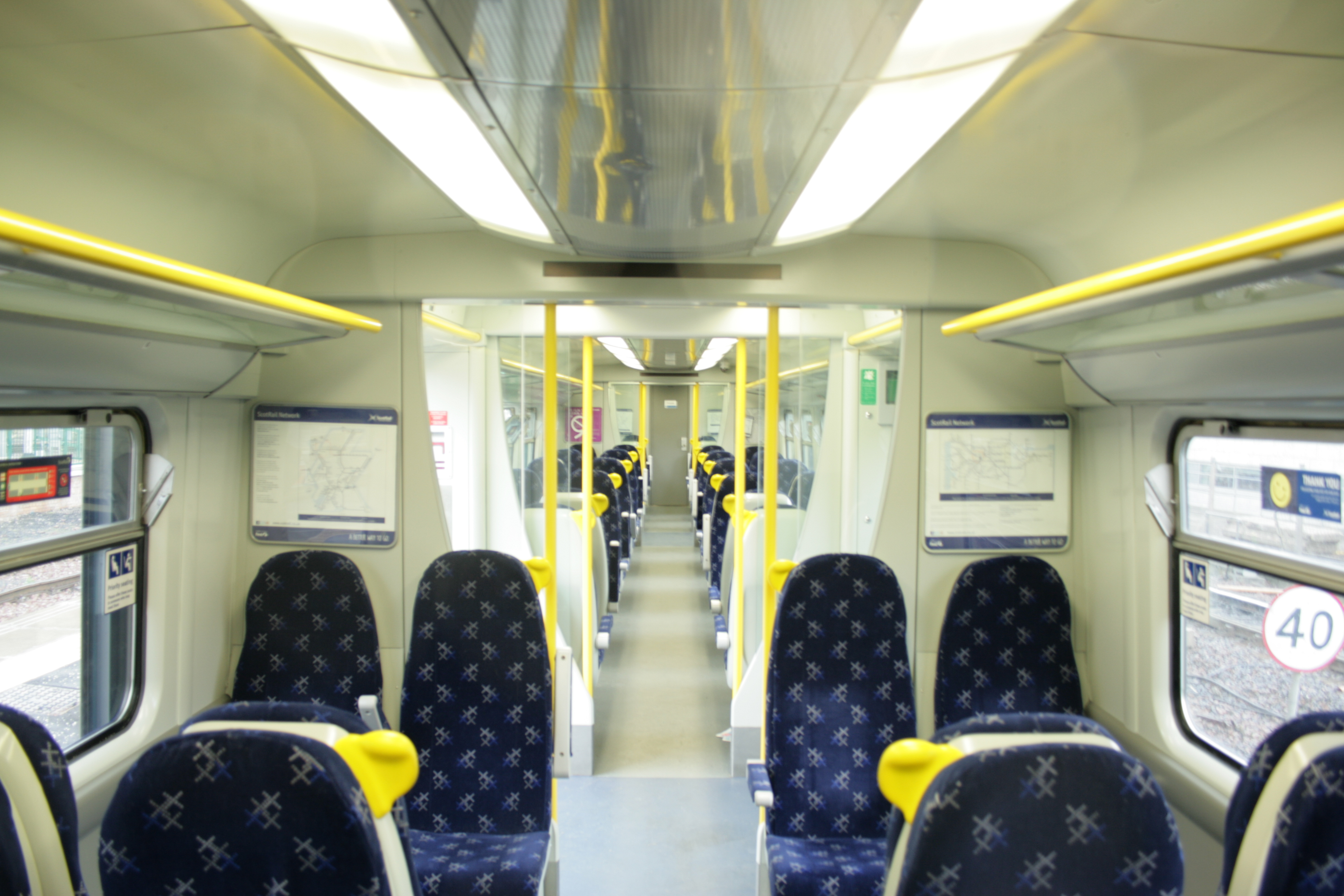
Intérieur d'une Class 334.
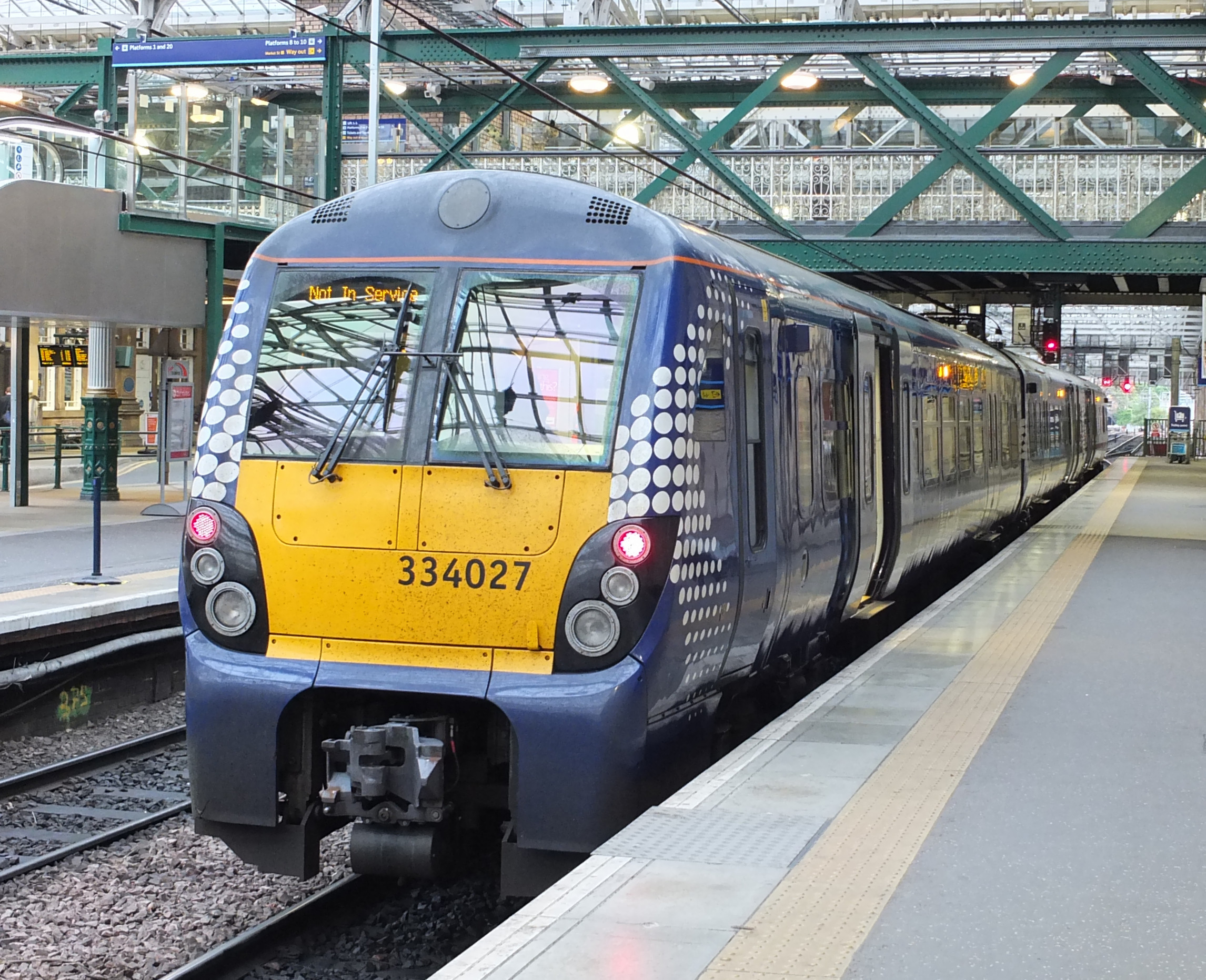
Une Class 344 a Waverley.

### Class 458
La Class 458 aussi appelé 4JOP est une unité électrique commandé en 1998 par South West Trains pour remplacés les rames obsolètes. Pour cela trente unités de 4 voitures ont été construites, avec des livraisons débutant en 1998, avec un complément complet en service en 2004. Cependant, elles ont souffert de fuites de toit et de défaillances électroniques et ont donc été stockées de 2004 à fin 2005. Elles sont utilisés sur les liaisons reliant Londres Waterloo à Reading, Weybridge via Brentford et Windsor & Eton Riverside. Comme tous les trains électriques de l'ancienne région du Sud, les l'ensemble de la flotte 458 sont alimentés par un troisième rail à courant continu de 750 V et possède des passerelles inter-unités contrairement aux Class 333 et 460.
South West Trains et Porterbrook ont créé une nouvelle flotte de 36 wagons de 5 wagons en réformant et en reconstruisant partiellement les véhicules des flottes des classes 458 et 460.
Les nouvelles unités ont été renumérotées en tant que classe 458/5. Ils sont entrés en service en mars 2014. Les unités sont semblables et repeintes dans la même livrée que les unités de la classe 450 (elles étaient auparavant peintes dans la livrée South West Trains Express transportée par les unités des classes 444, 158 et 159).

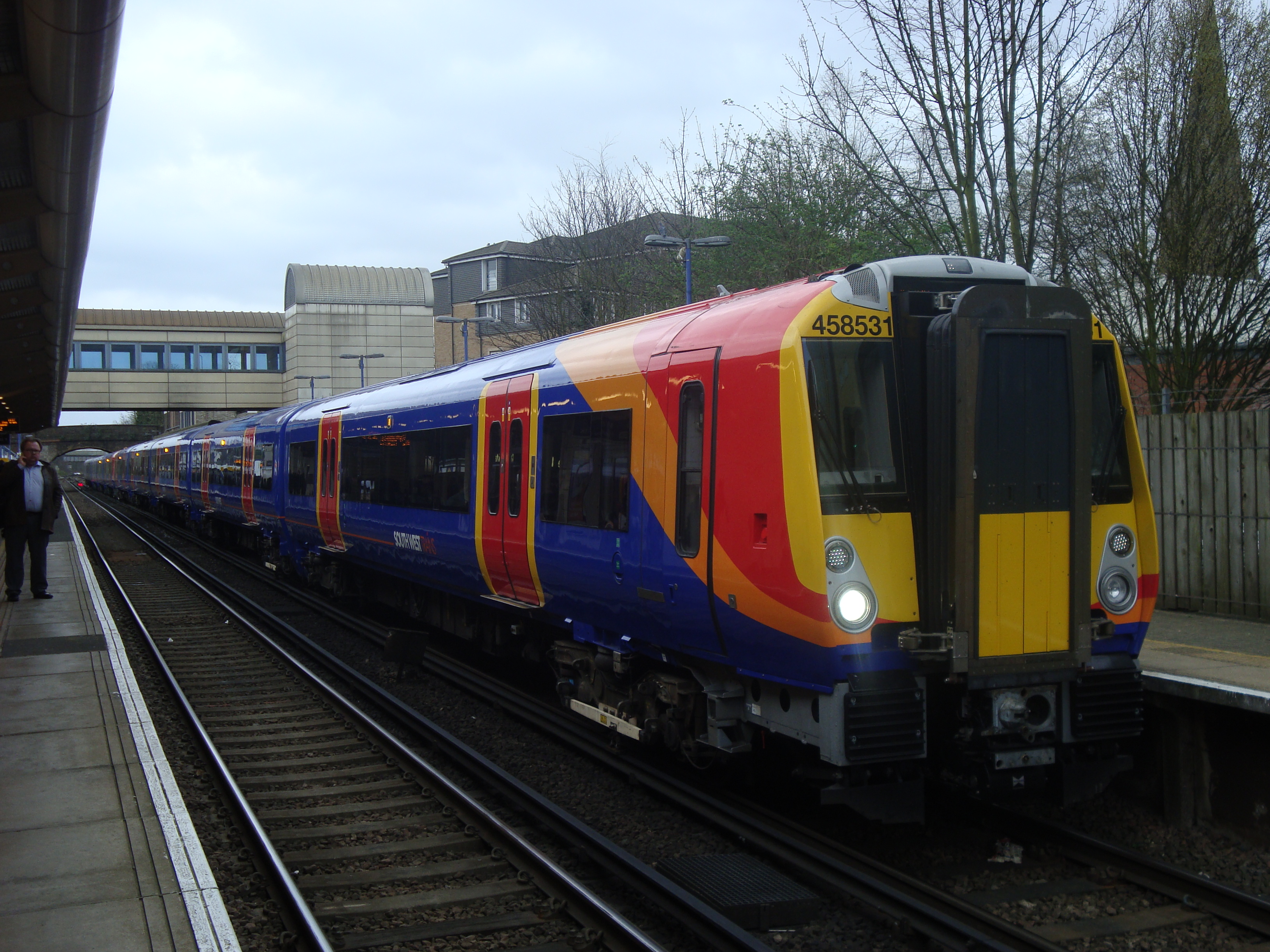
Le résultat de la reconstruction des unités 458 et 460 : la Classe 458/5 5JOP, toutes les unités de Class 458/0 et 460 ont été converties en cette conception
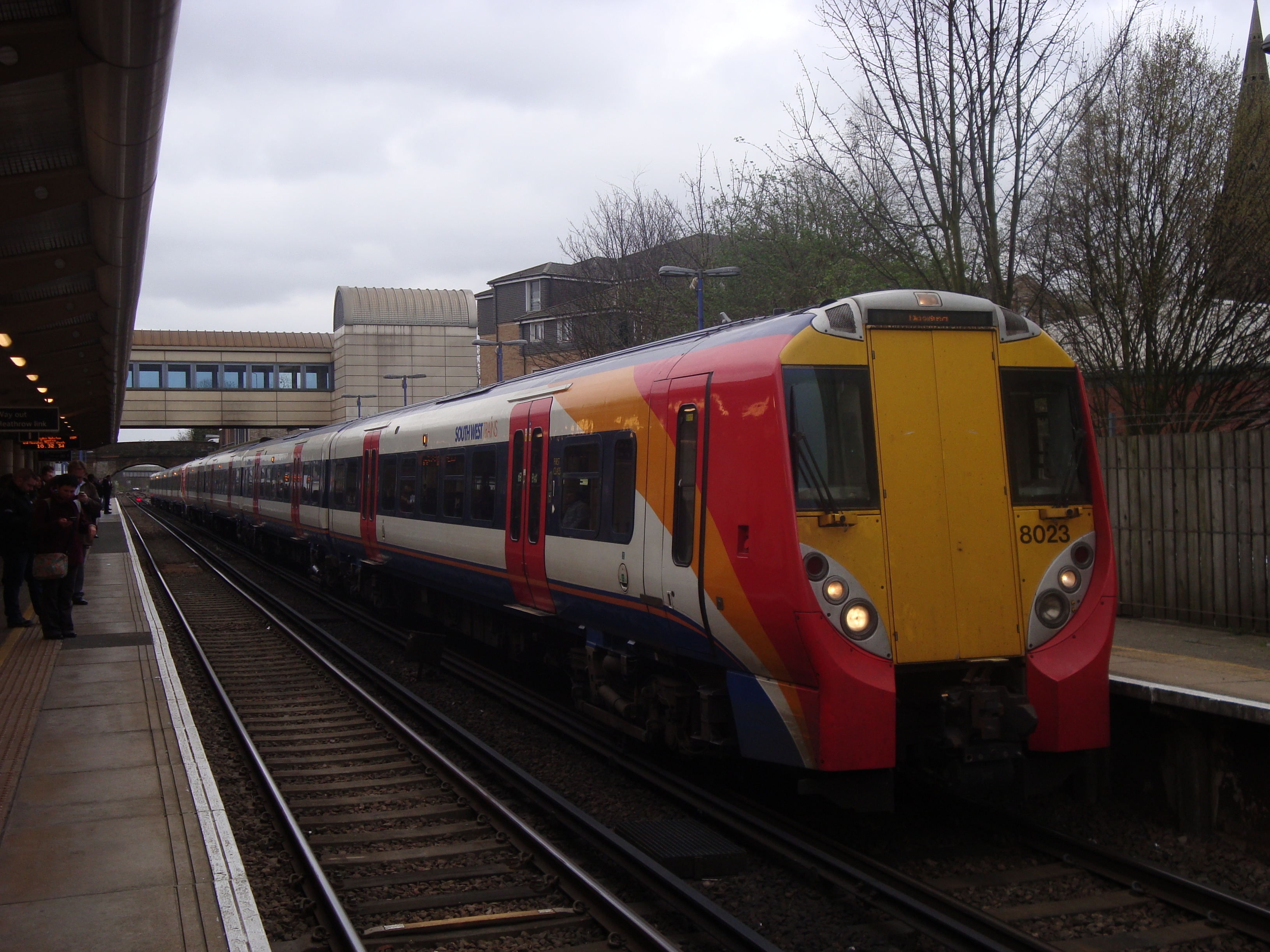
L'original Class 458/0 avant la conversion en Class 458/5

### Class 460
Les unités électriques multiples de la Cass 460 également connu sous le nom de 8Gat ont été construites uniquement pour effectuer des services en reliant Londres Victoria a l'aéroport de Gatwick et remplacer l'ancien matériel. Comme les Class 333 et 458 elles ont été livrées entre 2000 et 2001 et, à l'instar de la Class 458, elles sont alimentées par un courant continu de 750 V sur le troisième rail.La flotte se compose de 8 unités au total numérotées 460001-008, chacune composée de 8 véhicules.
Après leur retrait de Gatwick Express en septembre 2012, une décision a été prise de réformer et de fusionner les Class 460 avec les Class 458 afin de former 36 trains de 5 voitures pour augmenter la capacité du réseau South West Trains. Les deux premiers ensembles de 5 wagons ont été livrés en octobre 2013 et font l'objet d'essais avant l'entrée en service du premier train de 10 wagons en décembre 2013. Le service commercial a commencé en mars 2014.
| Class | Image | Exploitant            | Mise en service | Effectif | Motorisation         | Notes |
| ----- | ----- | --------------------- | --------------- | -------- | -------------------- | --- |
| 333   |       | Abellio Scotrail      | 2000            | 40       | Pantographe          | |
| 458   |       | South Western Railway | 2000            | 30       | électrique 3ème rail | |
| 458   |       |                       |                 |          |                      | |
| 460   |       | Gatwick Express       | 2000-2001       | 0        | électrique 3ème rail | Leurs remorques ont été transférées aux Class 458 pour former un tains a 5 voitures. Elles ont été remplacés par les Class 442 |
| 460   |       |                       |                 |          |                      | |